# Sonchamp
Sonchamp är en kommun i departementet Yvelines i regionen Île-de-France i norra Frankrike. Kommunen ligger i kantonen Saint-Arnoult-en-Yvelines som tillhör arrondissementet Rambouillet. År 2022 hade Sonchamp 1 664 invånare.

## Befolkningsutveckling
Antalet invånare i kommunen Sonchamp
| Referens: INSEE |